# MOL Vidi Football Club 2018-2019
Questa voce raccoglie le informazioni riguardanti il MOL Vidi Football Club nelle competizioni ufficiali della stagione 2018-2019.

## Maglie e sponsor
Lo sponsor tecnico per la stagione 2018-2019 è Adidas, mentre lo sponsor ufficiale è MOL.
| Casa | Trasferta | Terza |

## Rosa
| N. |                                 | Ruolo | Calciatore      |
| -- | ------------------------------- | ----- | --------------- |
| 3  | Ungheria (bandiera)             | D     | Paulo Vinícius  |
| 5  | Ungheria (bandiera)             | D     | Tibor Heffler   |
| 7  | Serbia (bandiera)               | A     | Danko Lazović   |
| 8  | Bosnia ed Erzegovina (bandiera) | C     | Anel Hadžić     |
| 9  | Ungheria (bandiera)             | C     | Szabolcs Huszti |
| 10 | Ungheria (bandiera)             | C     | István Kovács   |
| 11 | Francia (bandiera)              | D     | Loïc Nego       |
| 12 | Slovacchia (bandiera)           | P     | Tomáš Tujvel    |
| 13 | Ungheria (bandiera)             | C     | Zsombor Berecz  |
| 14 | Serbia (bandiera)               | A     | Stefan Šćepović |
| 17 | Ungheria (bandiera)             | C     | Máté Pátkai     |
| 19 | Macedonia del Nord (bandiera)   | C     | Boban Nikolov   |
| 20 | Ungheria (bandiera)             | D     | Attila Mocsi    |

| N. |                                 | Ruolo | Calciatore         |
| -- | ------------------------------- | ----- | ------------------ |
| 21 | Ungheria (bandiera)             | C     | Bálint Szabó       |
| 22 | Capo Verde (bandiera)           | D     | Stopira            |
| 23 | Ungheria (bandiera)             | D     | Roland Juhász      |
| 25 | Ungheria (bandiera)             | D     | Krisztián Tamás    |
| 33 | Ungheria (bandiera)             | C     | József Varga       |
| 44 | Serbia (bandiera)               | A     | Marko Šćepović     |
| 49 | Ungheria (bandiera)             | C     | Krisztián Géresi   |
| 51 | Ungheria (bandiera)             | P     | András Hársfalvi   |
| 55 | Ungheria (bandiera)             | D     | Bence Tóth         |
| 65 | Ungheria (bandiera)             | D     | Szilveszter Hangya |
| 70 | Ungheria (bandiera)             | C     | Bence Sós          |
| 71 | Bosnia ed Erzegovina (bandiera) | A     | Elvir Hadzic       |
| 74 | Ungheria (bandiera)             | P     | Ádám Kovácsik      |

## Risultati

### UEFA Europa League

#### Fase a gironi
| Arbitro: | Mads-Kristoffer Kristoffersen |

|  |           |                            |
|  | Marcatori | 27’ Tuominen 85’ Filipenka |

| Arbitro: | Miroslav Zelinka |

|            |           |  |
| Morata 70’ | Marcatori |  |

| Arbitro: | Jevhen Aranovs'kyj |

|  |           |                        |
|  | Marcatori | 12’ Huszti 45’ Stopira |

| Arbitro: | Ali Palabıyık |

|             |           |  |
| Milanov 50’ | Marcatori |  |

| Arbitro: | Carlos del Cerro Grande |

|                          |           |  |
| Signevich 22’ Ivanić 85’ | Marcatori |  |

| Arbitro: | Aleksandar Stavrev |

|                            |           |                        |
| Ampadu 32’ (aut.) Nego 56’ | Marcatori | 30’ Willian 75’ Giroud |